# بوتشاتش
بوتشاتش (Бучач) هي مدينة في مقاطعة تيرنوبيلسكا في أوكرانيا. يبلغ عدد سكانها حوالي 12547 نسمة.

## أعلام
- سيمون فيزنتال
- دافيد هاينرش مولر
- شموئيل يوسف عجنون
- مينه روزنر